# Pedra da Mina
Pedra da Mina (pietra della miniera, in italiano) è una montagna del Brasile situata nella Serra da Mantiqueira, che confina con i territori del comune di Queluz, nello Stato di San Paolo, e il comune di Passa Quatro, nello Stato di Minas Gerais.
Fa parte del massiccio della Serra Fina e culmina ad un'altitudine di 2.798 metri sul livello del mare. È la quarta cima più alta del Brasile.